# Paul Klimsa
Paul Klimsa (* 26. August 1955; † 7. Oktober 2018) war ein deutscher Kommunikationswissenschaftler.

## Leben
Nach einem Studium in Katowice und Berlin war Klimsa zunächst an der TU Berlin als wissenschaftlicher Mitarbeiter beschäftigt, wo er 1993 zur Thematik Neue Medien und Weiterbildung: Anwendung und Nutzung in Lernprozessen der Weiterbildung promoviert wurde. Anschließend wechselte er an die FH Leipzig, wo er die Lehre des Fachgebiets Technische Kommunikation und Dokumentation übernahm. Im Folgejahr wurde er auf die Professur für Multimediale Werkzeuge der HTW Dresden berufen. 2000 wechselte er an die TU Ilmenau, wo er am Institut für Medien und Kommunikationswissenschaft die Professur für Kommunikationswissenschaft übernahm. Diese hatte er bis zu seinem Tod inne. In seinen Forschungen befasste er sich vornehmlich mit der Medienproduktion. Er war Herausgeber einer Fachzeitschrift zur Thematik.